# 葡裔墨西哥人
葡萄牙人，到達墨西哥是在西班牙殖民時代。他們多是水手，征服者、牧師和軍人。後來一些葡萄牙人成為海盜和西班牙殖民者衝突，今天全國最大的葡萄牙人聚居地都集中在墨西哥城，許多受歡迎的餐館和酒吧也是由葡萄牙人經營。根據2000年人口普查，有288個葡萄牙人生活在墨西哥，但祖先是葡萄牙人的墨西哥人則數字不詳。

## 歷史
第一位到達新西班牙的葡萄牙人是塞巴斯提安·羅德里格斯·德·奧里維拉，他是埃爾南·科爾特斯的同伴。葡萄牙人最終在新西班牙大量存在，其中少數是逃避葡萄牙宗教裁判所的塞法迪猶太人。
葡萄牙移民因為是天主教徒，在墨西哥沒有不適應，他們主要負責為徵稅西班牙王室直到墨西哥獨立戰爭期間，之後許多人被殺害或驅逐或遣返回伊比利亞半島，而另一些人留下並融入墨西哥社會逐漸與舊世界失去聯繫。而葡萄牙人比一般外國人入籍墨西哥有特惠(只要住滿三年即可,而一般人要五年)。